# Ctenitis apicalis
Ctenitis apicalis là một loài dương xỉ trong họ Dryopteridaceae. Loài này được Bak.in Hook. & Baker mô tả khoa học đầu tiên năm 1955.
Danh pháp khoa học của loài này chưa được làm sáng tỏ. 